# IC 4578
IC 4578 ist eine Balken-Spiralgalaxie vom Hubble-Typ SBm im Sternbild Apus am Südsternhimmel. Sie ist schätzungsweise 203 Millionen Lichtjahre von der Milchstraße entfernt. 
Das Objekt wurde am 21. Juli 1900 von DeLisle Stewart entdeckt.